# Oberneuses
Oberneuses ist ein Gemeindeteil der Gemeinde Schönbrunn im Steigerwald im oberfränkischen Landkreis Bamberg in Bayern.

## Geografie
Das Dorf liegt im Steigerwald, etwa einen Kilometer westlich von Schönbrunn an der Staatsstraße 2779 und etwa 500 Meter östlich von Zettmannsdorf.

## Vereine
Es gibt einen Heimat- und Verschönerungsverein und einen Kapellenverein.